# Rocles (Allier)
Rocles település Franciaországban, Allier megyében. Lakosainak száma 330 fő (2022. január 1.). Rocles Buxières-les-Mines, Gipcy, Le Montet, Saint-Hilaire, Saint-Sornin és Tronget községekkel határos.

## Népesség
A település népessége az elmúlt években az alábbi módon változott:
| Lakosok száma | 363  | 419  | 367  | 362  | 401  | 386  | 380  | 382  | 365  | 330  |
|               | 1968 | 1982 | 1990 | 2006 | 2013 | 2015 | 2017 | 2019 | 2020 | 2022 |